# 安格斯·麦迪森
安格斯·麦迪森（英語：Angus Maddison，1926年12月6日—2010年4月24日），英国经济学家，專研定量宏觀經濟史，包括測量和經濟增長與發展的分析。格罗宁根大学法学院的经济学名誉教授。
麦迪森出生于纽卡斯尔。他本科毕业于剑桥大学。在麦吉尔大学和约翰霍普金斯大学读了一段时间研究生，他决定不读博士，回到英国在圣安德鲁斯大学任教一年。
1953年，麦迪森加入了欧洲经济合作组织（OEEC），后来任欧洲经济合作组织经济部主管。1963年，欧洲经济合作组织成为经济合作与发展组织（OECD），麦迪逊任经济发展司司长助理。此后不久，他离开了经合组织，在接下来的15年里做委任咨询，其间包括他回到经合组织工作了4年。
1969-1971年，麦迪森曾在美国哈佛大学国际事务中心工作。麦迪森还担任了各机构的政策顾问，包括加纳和巴基斯坦政府。此外，他还访问了许多其他国家，而且往往直接向领导人进言，如巴西、几内亚、蒙古国、苏联和日本的领导人等。这使他获得了对决定经济增长和繁荣各种因素的独特见解。
1978年，麦迪森被任命为荷兰格罗宁根大学教授。
2010年，麦迪森在巴黎西北郊的塞纳河畔讷伊逝世。